# Susanne Gogl-Walli
Susanne Walli, da coniugata Gogl-Walli (Linz, 5 maggio 1996), è una velocista austriaca.

## Record nazionali
Senior
- 400 m piani indoor: 51"37 ( Glasgow, 2 marzo 2024)
- Staffetta 4x400 m mista: 3'22"46 ( Chorzów, 22 giugno 2023) (Alessandro Greco, Lena Pressler, Leo Köhldorfer, Susanne Gogl-Walli)

## Progressione

### 400 metri piani
| Stagione | Misura   | Luogo             | Data      | Rank. Mond. |
| -------- | -------- | ----------------- | --------- | ----------- |
| 2024     | 51"14    | Roma              | 9-6-2024  |             |
| 2023     | 50"87    | Székesfehérvár    | 18-7-2023 |             |
| 2022     | 51"73    | Monaco di Baviera | 15-8-2022 |             |
| 2021     | 51"52    | Tokyo             | 4-8-2021  |             |
| 2020     | 52"90    | Andorf            | 1-8-2020  |             |
| 2019     | 53"44(i) | Vienna            | 19-1-2019 |             |
| 2018     | 53"44    | Andorf            | 28-7-2018 |             |
| 2017     | 53"94    | Bydgoszcz         | 14-7-2017 |             |
| 2016     | 54"80(i) | Linz              | 21-2-2016 |             |
| 2015     | 53"65    | Baku              | 21-6-2015 |             |
| 2014     | 53"94    | Eugene            | 21-6-2014 |             |
| 2013     | 55"29    | Donec'k           | 11-7-2013 |             |
| 2012     | 55"39    | Klagenfurt        | 21-7-2012 |             |
| 2011     | 58"87    | Innsbruck         | 6-8-2011  |             |

## Palmarès
| Anno | Manifestazione  | Sede       | Evento      | Risultato  | Prestazione | Note                          |
| ---- | --------------- | ---------- | ----------- | ---------- | ----------- | ----------------------------- |
| 2013 | Mondiali U18    | Donec'k    | 400 m piani | Semifinale | 55"29       |                               |
| 2014 | Mondiali U20    | Eugene     | 400 m piani | 8ª         | 54"61       | [ 1 ]                         |
| 2015 | Europei U20     | Eskilstuna | 400 m piani | Batteria   | 54"49       |                               |
| 2015 | Europei U20     | Eskilstuna | 4x100 m     | 6ª         | 46"01       |                               |
| 2017 | Europei U23     | Bydgoszcz  | 200 m piani | Batteria   | 24"21       |                               |
| 2017 | Europei U23     | Bydgoszcz  | 400 m piani | Batteria   | 53"94       |                               |
| 2019 | Europei indoor  | Glasgow    | 400 m piani | Batteria   | 54"69       |                               |
| 2021 | Europei indoor  | Toruń      | 400 m piani | Batteria   | 53"41       | Miglior prestazione personale |
| 2021 | Olimpiade       | Tokyo      | 400 m piani | Semifinale | 51"52       | Miglior prestazione personale |
| 2022 | Mondiali        | Eugene     | 400 m piani | Semifinale | 52"37       | [ 2 ]                         |
| 2022 | Europei         | Monaco     | 200 m piani | Semifinale | 23"73       | [ 3 ]                         |
| 2022 | Europei         | Monaco     | 400 m piani | Semifinale | 52"58       | [ 4 ]                         |
| 2023 | Europei indoor  | Istanbul   | 400 m piani | 4ª         | 51"73       | [ 5 ]                         |
| 2023 | Mondiali        | Budapest   | 200 m piani | Batteria   | 23"38       | [ 6 ]                         |
| 2023 | Mondiali        | Budapest   | 400 m piani | Semifinale | 51"50       | [ 7 ]                         |
| 2024 | Mondiali indoor | Glasgow    | 400 m piani | 6ª         | 51"37       | [ 8 ]                         |
| 2024 | Europei         | Roma       | 400 m piani | 7ª         | 51"23       |                               |
| 2024 | Giochi olimpici | Parigi     | 400 m piani | Semifinale | 51"17       |                               |

## Campionati nazionali
- 11 volte campionessa nazionale austriaca indoor dei 400 metri piani (2013, 2014, 2015, 2016, 2018, 2019, 2020, 2021, 2022, 2023, 2024)
- 8 volte campionessa nazionale austriaca dei 400 metri piani (2017, 2018, 2019, 2020, 2021, 2022, 2023, 2024)
- 8 volte campionessa nazionale austriaca indoor dei 200 metri piani (2014, 2016, 2019, 2020, 2021, 2022, 2024)
- 4 volte campionessa nazionale austriaca dei 200 metri piani (2014, 2022, 2023, 2024)
- 3 volte campionessa nazionale austriaca indoor della staffetta 4x200 metri (2019, 2020, 2024)
- 1 volta campionessa nazionale austriaca della staffetta 4x100 metri (2017)

2013
- Oro ai campionati austriaci indoor (Vienna), 400 metri piani - 56"41

2014
- Oro ai campionati austriaci indoor (Linz), 200 metri piani - 24"71
- Oro ai campionati austriaci indoor (Linz), 400 metri piani - 56"13
- Oro ai campionati austriaci (Amstetten), 200 metri piani - 24"03

2015
- Oro ai campionati austriaci indoor (Linz), 400 metri piani - 55"45

2016
- Oro ai campionati austriaci indoor (Linz), 200 metri piani - 24"52
- Oro ai campionati austriaci indoor (Linz), 400 metri piani - 54"80

2017
- Oro ai campionati austriaci (Linz), 400 metri piani - 54"39
- Oro ai campionati austriaci (Linz), staffetta 4x100 metri - 46"50

2018
- Argento ai campionati austriaci indoor (Linz), 200 metri piani - 24"54
- Oro ai campionati austriaci indoor (Linz), 400 metri piani - 55"73
- Bronzo ai campionati austriaci (Klagenfurt), 200 metri piani - 23"82
- Oro ai campionati austriaci (Klagenfurt), 400 metri piani - 53"68

2019
- Oro ai campionati austriaci indoor (Vienna), 200 metri piani - 23"83
- Oro ai campionati austriaci indoor (Vienna), 400 metri piani - 53"89
- Oro ai campionati austriaci indoor (Vienna), staffetta 4x200 metri - 1'38"56
- Oro ai campionati austriaci (Innsbruck), 400 metri piani - 54"26

2020
- Oro ai campionati austriaci indoor (Linz), 200 metri piani - 24"07
- Oro ai campionati austriaci indoor (Linz), 400 metri piani - 54"58
- Oro ai campionati austriaci (Maria Enzersdorf), 400 metri piani - 54"37

2021
- Oro ai campionati austriaci indoor (Linz), 200 metri piani - 23"99
- Oro ai campionati austriaci indoor (Linz), 400 metri piani - 53"56
- Oro ai campionati austriaci (Graz), 400 metri piani - 52"33

2022
- Oro ai campionati austriaci indoor (Linz), 200 metri piani - 23"93
- Oro ai campionati austriaci indoor (Linz), 400 metri pioani - 53"46
- Oro ai campionati austriaci (St. Pölten), 200 metri piani - 23"39
- Oro ai campionati austriaci (St. Pölten), 400 metri piani - 52"15

2023
- Oro ai campionati austriaci indoor (Linz), 200 metri piani - 23"56
- Oro ai campionati austriaci indoor (Linz), 200 metri piani - 52"17
- Oro ai campionati austriaci (Bregenz), 200 metri piani - 23"22
- Oro ai campionati austriaci (Bregenz), 200 metri piani - 51"79

2024
- Oro ai campionati austriaci indoor (Linz), 200 metri piani - 23"56
- Oro ai campionati austriaci indoor (Linz), 200 metri piani - 52"60
- Oro ai campionati austriaci indoor (Linz), staffetta 4x200 metri - 1'41"64
- Oro ai campionati austriaci (Linz), 200 metri piani - 23"50
- Oro ai campionati austriaci (Linz), 400 metri piani - 52"32

## Altre competizioni internazionali
2013
- 6ª ai Campionati europei a squadre, ( Kaunas), 400 m piani - 56"09
- 5ª ai Campionati europei a squadre, ( Kaunas), staffetta 4x400 m - 3'43"50

2015
- Argento ai Campionati europei a squadre, ( Baku), 400 m piani - 53"65
- 7ª ai Campionati europei a squadre, ( Baku), staffetta 4x400 m - 3'37"51

2017
- 9ª ai Campionati europei a squadre, ( Tel Aviv), 400 m piani - 55"13
- 11ª ai Campionati europei a squadre, ( Tel Aviv), staffetta 4x400 m - 3'43"73

2018
- Oro ai Campionati balcanici U20 indoor - ( Sofia), 400 m piani - 54"51

2019
- 4ª ai Campionati europei a squadre, ( Varaždin), 400 m piani - 54"03
- 6ª ai Campionati europei a squadre, ( Varaždin), staffetta 4x400 m - 3'45"60

2021
- Oro ai Campionati balcanici - ( Smederevo), 400 m - 52"41

2022
- Argento ai Campionati balcanici indoor - ( Istanbul), 400 m piani - 53"59
- Oro ai Campionati balcanici - ( Craiova), 400 m - 52"49
- Argento ai Campionati balcanici - ( Craiova), 4x100 m - 44"72

2023
- Oro ai Campionati europei a squadre, ( Chorzów), 200 m piani - 23"09
- Oro ai Campionati europei a squadre, ( Chorzów), staffetta 4x100 m piani - 44"18
- Argento ai Campionati europei a squadre, ( Chorzów), staffetta 4x400 m piani mista - 3'22"46